# قربانیان حملات ۱۱ سپتامبر
- '"از بالا، راست به چپ:" برج های دوقلو در حال سوختن
- امدادگران در محل مرکز تجارت جهانی
- بخش فروریخته پنتاگون
- بخشی از بدنه پرواز شماره ۹۳
- استخر انعکاسی بنای یادبود ۱۱ سپتامبر و مرکز تجارت جهانی یک

حملات ۱۱ سپتامبر ۲۰۰۱ باعث مرگ ۲۹۹۶ نفر از جمله ۲۹۷۷ قربانی و ۱۹ هواپیماربایی شد که دست به خود–دیگرکشی زدند. در نتیجه این حملات، هزاران نفر دیگر زخمی شدند. هنگامی که برج های دوقلوی مجموعه مرکز تجارت جهانی در منهتن جنوبی مورد حمله قرار گرفت، شهر نیویورک با ۱۶۰۰ قربانی از برج شمالی و حدود هزار قربانی از برج جنوبی، بیش ترین آمار تلفات را به خود اختصاص داد. دویست مایل آن‌طرف‌تر، در جنوب غربی شهرستان آرلینگتون ایالت ویرجینیا، ۱۲۵ نفر دیگر در پنتاگون کشته شدند. ۲۶۵ نفر باقی مانده شامل نود و دو مسافر و خدمه پرواز شماره ۱۱ امریکن ایرلاینز، شصت و پنج نفر در پرواز شماره ۱۷۵ یونایتد ایرلاینز، شصت و چهار نفر در پرواز شماره ۷۷ امریکن ایرلاینز و چهل و چهار نفر در پرواز شماره ۹۳ خطوط هوایی یونایتد بودند. حمله به برج تجارت جهانی به تنهایی ۱۱ سپتامبر را به مرگبارترین اقدام تروریستی در تاریخ بشر تبدیل کرد.
بیشتر کشته شدگان غیرنظامی بودند، به جز ۳۴۳ عضو سازمان آتش‌نشانی شهر نیویورک و ۷۱ افسر مجری قانون که در مرکز تجارت جهانی و بر روی زمین در شهر نیویورک جان باختند؛ یک افسر اجرای قانون سازمان خدمات ماهی و حیات وحش ایالات متحده که در اثر سقوط پرواز شماره ۹۳ خطوط هوایی یونایتد به مزرعه ای در نزدیکی شنکزویل، پنسیلوانیا جان خود را از دست داد؛ ۵۵ پرسنل نظامی که در پنتاگون در شهرستان آرلینگتون ویرجینیا جان باختند؛ و ۱۹ تروریستی که در چهار هواپیما کشته شدند. دست‌کم ۱۰۲ کشور در این حملات شهروندان خود را از دست دادند.
در ابتدا، تأیید شد که در مجموع ۲٬۶۰۳ قربانی در محل مرکز تجارت جهانی کشته شده‌اند. در سال ۲۰۰۷، دفتر پزشکی قانونی شهر نیویورک شروع به اضافه کردن افرادی به آمار رسمی مرگ و میر کرد که در اثر بیماری‌های ناشی از قرار گرفتن در معرض گرد و غبار از محل جان خود را از دست دادند. اولین قربانی از این دست یک زن، یک وکیل حقوق مدنی بود که در فوریه ۲۰۰۲ در اثر یک بیماری مزمن ریوی درگذشته بود. در سپتامبر ۲۰۰۹، این دفتر مردی را اضافه کرد که در اکتبر ۲۰۰۸ مرد و در ۲۰۱۱، یک حسابدار مرد که در دسامبر ۲۰۱۰ مرده بود، به این آمار اضافه شد.  این در حالی است که شمار قربانیان از محل مرکز تجارت جهانی به ۲٬۶۰۶ نفر و مجموع قربانیان ۱۱ سپتامبر به ۲٬۹۹۶ نفر رسیده‌است.
در اوت ۲۰۱۳، مقامات پزشکی به این نتیجه رسیدند که ۱۱۴۰ نفر که در زمان حملات در منهتن جنوبی کار، زندگی یا تحصیل می‌کردند، در نتیجه «قرار گرفتن در معرض سموم در محل مرکز تجارت جهانی» به سرطان مبتلا شده‌اند. در سپتامبر ۲۰۱۴، گزارش شد که بیش از ۱۴۰۰ امدادگر که در روزها و ماه‌های پس از حملات به صحنه واکنش نشان داده بودند، جان خود را از دست داده‌اند. دست کم ۱۰ بارداری در نتیجه ۱۱ سپتامبر از دست رفت. نه اف‌بی‌آی و نه شهر نیویورک به‌طور رسمی تلفات حملات ۱۱ سپتامبر را در آمار جنایی خود در سال ۲۰۰۱ ثبت نکردند و اف‌بی‌آی در یک تکذیب‌نامه اعلام کرد که «تعداد کشته‌ها به قدری زیاد است که ترکیب آن با آمار جنایات معمول، باعث ایجاد یک اثر داده پرت و چولگی آمارها در تحلیل‌ها خواهد شد.»

## تخلیه
بیشتر ساختمان‌های بلند در ایالات متحده در آن زمان برای تخلیه کامل در طول بحران، حتی پس از بمب‌گذاری مرکز تجارت جهانی در سال ۱۹۹۳ طراحی نشده بودند. همچنین در آتش‌سوزی در ساختمان‌های بلندمرتبه، اعلام این که «افراد تا زمانی که در نزدیکی محل آتش‌سوزی نباشند، در دفاتر خود بمانند» جزئی از فرایند معمول بود. با این حال، پس از اینکه تخلیه کامل برج‌ها در حمله سال ۱۹۹۳ ده ساعت طول کشید، موارد متعددی به ساختمان‌ها و طرح‌های تخلیه اضافه شد. تکرارکننده‌های رادیویی برای بهبود ارتباطات در برج‌ها نصب شدند، چراغ‌های اضطراری مجهز به باتری نصب شدند و مانورهای آتش‌نشانی برگزار شد. گزارش‌ها حاکی از آن است که افرادی که برای هر دو حمله سال‌های ۱۹۹۳ و ۲۰۰۱ تخلیه شده‌اند، اعلام کرده‌اند که برای تخلیه سال ۲۰۰۱ آمادگی بهتری داشتند. حداقل دو نفر که در هر دو سال ۱۹۹۳ و ۲۰۰۱ تخلیه شده بودند بعداً گزارش دادند که آن‌ها پس از سال ۱۹۹۳ با آوردن یک مورد مانند چراغ قوه یا یک کیسه آمادگی اضطراری با خود برای تخلیه بالقوه آماده شده بودند.
هر دو برج ۱۱۰ طبقه، سه پلکان را در هسته مرکزی خود جای داده بودند. در طبقات تعمیر و نگهداری، شامل آسانسور و ماشین آلات تهویه (مانند برخی از طبقاتی که پرواز ۱۷۵ با برج جنوبی برخورد کرد)، پلکان‌های شمالی و جنوبی وارد راهروهایی می‌شدند که از شمال و جنوب تا پلکان‌هایی که تجهیزات سنگین را دور می‌زدند امتداد داشت. این سه پلکان که A, B و C نام داشتند، به بلندی خود ساختمان‌ها بودند و عرض دو پلکان ۴۴ اینچ (۱۱۰ سانتی‌متر) و عرض پلکان سوم ۵۶ اینچ (۱۴۰ سانتی‌متر) بود. در برج شمالی پله‌ها تقریباً ۷۰ پا از هم فاصله داشتند، در حالی که فاصله بین پله‌ها در برج جنوبی ۲۰۰ پا بود.

نقشه حملات مرکز تجارت جهانی (هواپیماها به مقیاس کشیده نشده‌اند.)

بلافاصله پس از این حملات، رسانه‌ها گزارش دادند که ممکن است ده‌ها هزار نفر کشته شده باشند. تخمین تعداد افراد حاضر در برج‌های دوقلو در آن روز صبح بین ۱۴٬۰۰۰ تا ۱۹٬۰۰۰ نفر است. مؤسسه ملی فناوری و استانداردها مشخص کرد که در زمان حملات حدود ۱۷۴۰۰ غیرنظامی در مجموعه مرکز تجارت جهانی حضور داشته‌اند.  طبق آمار شمارنده گیت‌های ورودی اداره بنادر، تعداد افراد حاضر در برج‌های دوقلو تا ساعت ۱۰:۳۰ صبح ۱۴٬۱۵۴ نفر بوده‌است.
تقریباً تمام مرگ‌ها در برج‌های دوقلو، در طبقات به دام افتاده در اثر برخورد هواپیما رخ داده‌است، اما مشخص نیست که در زمان برخورد به برج‌ها، چند نفر در آن طبقات بوده‌اند. اطلاعات موجود نشان می‌دهد که بین ۱۳۴۴ تا ۱۴۲۶ نفر طبقات ۹۲ تا ۱۱۰ برج شمالی را در زمان برخورد پرواز شماره ۱۱ امریکن ایرلاینز به آسمان خراش در ساعت ۰۸:۴۶ اشغال کرده‌اند که هیچ‌کدام از آن‌ها زنده نمانده‌اند. بین ۵۹۹ تا ۶۹۰ نفر در طبقات ۷۷ تا ۱۱۰ برج جنوبی حضور داشتند که در ساعت ۰۹:۰۳ توسط پرواز شماره ۱۷۵ یونایتد ایرلاینز مورد اصابت قرار گرفت و تنها ۱۸ نفر نجات یافتند.
محققان در سال ۲۰۰۸ در مصاحبه با ۲۷۱ بازمانده دریافتند که تنها حدود ۸٫۶ درصد به محض اعلام هشدار فرار کرده‌اند در حالی که حدود ۹۱٫۴ درصد برای منتظر ماندن برای اطلاعات بیشتر یا انجام حداقل یک کار اضافی (جمع‌آوری وسایل / تماس با یکی از اعضای خانواده) عقب مانده‌اند. این مصاحبه‌ها همچنین نشان داد که ۸۲ درصد از کسانی که در حال تخلیه بودند، حداقل یک بار در طول مسیر خود به سمت پایین، به دلیل ازدحام در پله‌ها، برای استراحت، یا به دلیل شرایط محیطی (دود/آوار/آتش/آب) توقف کردند. مانع دیگر بر سر راه تخلیه مرکز تجارت جهانی این بود که با برخورد هواپیماها، نیروی ضربه باعث شد تا ساختمان‌ها به اندازه کافی تغییر جهت دهند که درها در چهارچوب گیر کرده و راه پله‌ها توسط تخته‌های شکسته دیوار خشک مسدود شود و ده‌ها نفر در سراسر ساختمان‌ها که بیشتر در طبقات نزدیک به مناطق ضربه خورده بودند، گرفتار شوند. قطع ارتباطات نیز تخلیه کارگران و کارمندان را با مشکل مواجه کرد، به طوری که یکی از بازماندگان چندین بار از برج جنوبی با پلیس تماس گرفت و دو بار پشت خط و در حالت انتظار قرار گرفت، چرا که اپراتورهای پلیس از آنچه در حال رخ دادن بود آگاهی نداشتند و از میزان تماس‌ها و گاهی تکرار اطلاعات نادرست دچار سردرگمی می‌شدند. مشکلات ارتباطی نیز به این صورت دیده می‌شد که اولین امدادگران در صحنه، از کانال‌های رادیویی مختلف برای برقراری ارتباط استفاده می‌کردند، فرکانس‌های آن‌ها دچار اختلال می‌شد یا از کار افتاده بودند، و تعدادی نیز خارج از شیفت به محل حادثه آمده و بی‌سیم خود را به همراه نداشتند.

### برج شمالی
چند لحظه پس از برخورد پرواز شماره ۱۱، اداره بنادر دستور تخلیه کامل برج شمالی را صادر کرد، دستوری که فقط کسانی که پایین‌تر از طبقه ۹۲ بودند می‌توانستند آن را اجرا کنند. با این حال، تقریباً ۸۰۰۰ نفری که می‌توانستند پایین بیایند با یک سناریوی دلخراش مواجه شدند. هیچ‌کدام از برج‌ها برای تسهیل تخلیه انبوه طراحی نشده بودند و هر کدام از برج‌ها تنها سه راه‌پله داشتند که به سطح زمین پایین می‌آمدند. برای هر کسی بالاتر از طبقه ۹۱، فرار غیرممکن بود و یکی از قربانیان پس از برخورد اولین هواپیما به پلیس اطلاع داد که پله‌ها برای طبقه ۱۰۶ غیرقابل دسترس هستند. یک مطالعه مدل‌سازی کامپیوتری که پس از این حملات انجام شد، پیش‌بینی کرد که تخلیه برج برای ۸۲۳۹ نفر حدود ۱ ساعت و ۲۷ دقیقه ± ۲ دقیقه طول خواهد کشید. این مدل‌سازی همچنین نشان داد که اگر راه‌پله B در کل ساختمان دست نخورده باقی مانده بود، تمام ۱۰۴۹ بازمانده پیش‌بینی شده می‌توانستند با گذشت ۲ دقیقه بیشتر از زمان پیش‌بینی‌شده، تخلیه شوند. حداقل ۷۷ نفر در طبقات ۸۸ تا ۹۰ توسط گروهی از افسران اداره بنادر آزاد شدند: مدیر ساخت وساز فرانک دی مارتینی، بازرس ساختمان پابلو اورتیز، مهندس مک هانا، هماهنگ‌کننده محیط زیست پیت نگرون و دستیار مدیر کل کارلوس اس. دا کاستا. تنها چند دقیقه پس از برخورد هواپیما، امدادگران به مرکز تجارت جهانی رسیدند و شروع به سازماندهی تیم‌هایی برای کمک به تخلیه برج شمالی کردند. 

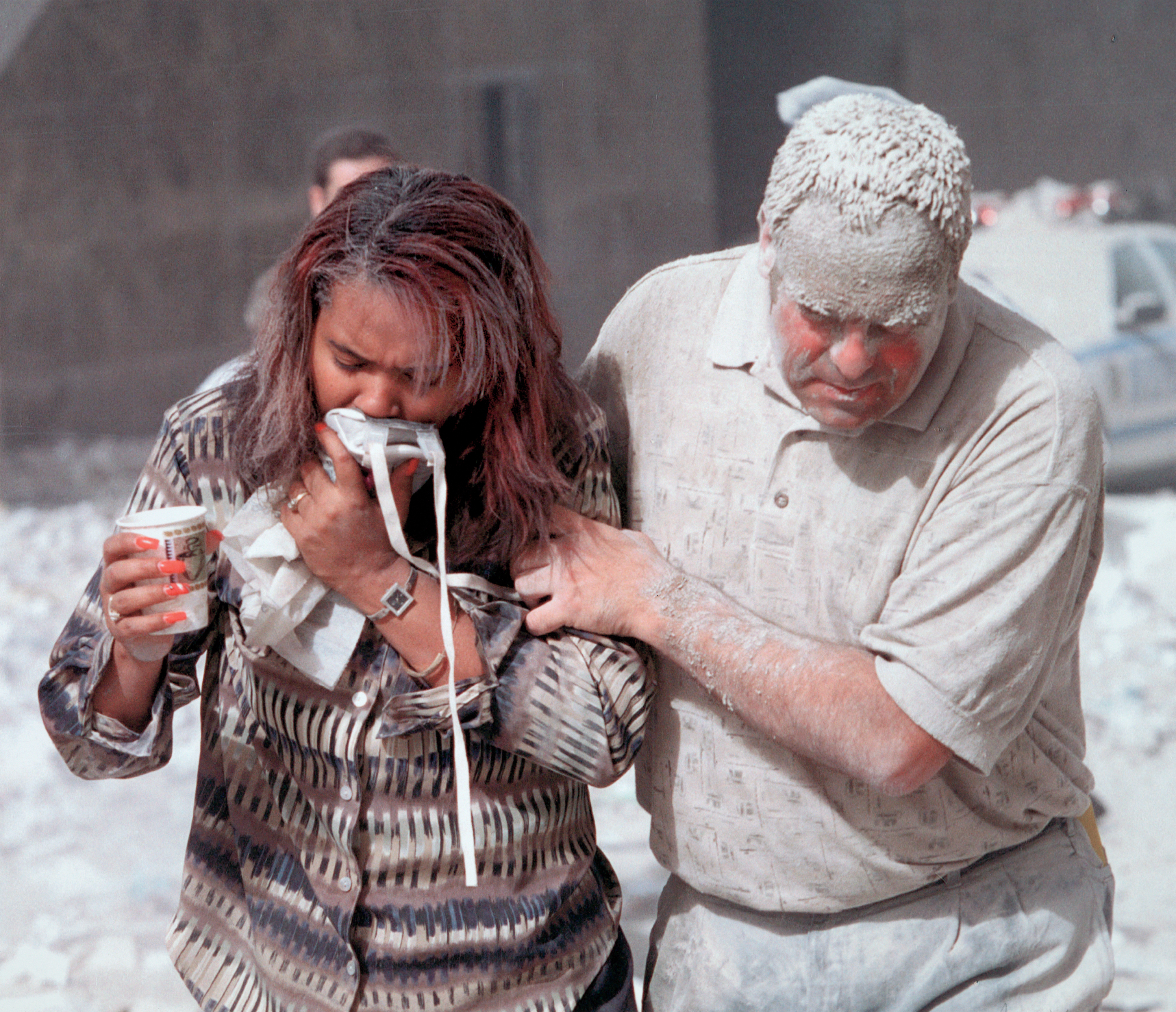
دو بازمانده پس از فروریختن برج‌ها با غبار پوشیده شده‌اند.

### برج جنوبی

خودداری از صدور دستور تخلیه کامل، تا ۱۷ دقیقه پس از برخورد هواپیما به برج شمالی، تصمیمی بود که بیشترین انتقاد را به دنبال داشت.

در همین حال، در برج جنوبی، تقریباً همه ۸۶۰۰ نفر ساکن آن بلافاصله فهمیدند که اتفاقی جدی در ساختمان مجاور رخ داده‌است. صدای برخورد هواپیمای مسافربری توسط بیش از ۴۰۰۰ نفر شنیده شد. برخی از کسانی که پرواز شماره ۱۱ را درست قبل از برخورد با برج شمالی دیده بودند، فکر می‌کردند که هواپیما در مسیر برخورد به ساختمان آن‌ها قرار گرفته، و گلوله‌های آتشین ناشی از سقوط بلافاصله پس از آن توسط کارکنان بی شماری در طرفین رو به برج شمالی مشاهده شد. کارگران، در حالی که نمای شمالی و غربی ساختمان بر اثر برخورد آوار در حال آسیب دیدن بود و تعدادی از پنجره‌ها بر اثر موج انفجار شکستند، مجبور به نشستن و پناه‌گرفتن شدند. هنگامی که بالای برج جنوبی توسط دود غلیظی که به سمت جنوب شرقی می‌وزید پوشیده شد، بسیاری از مردم شاهد پریدن کارکنان اداری ناامید از برج در حال سوختن بودند. فاجعه در برج شمالی حتی توسط تعدادی از افراد در برج جنوبی به صورت فیزیکی درک شد. بازماندگان از برج جنوبی گزارش دادند که وقتی اولین هواپیما به برج‌های دوقلو برخورد کرد، ساختمان آنها لرزید و دود ناشی از برج شمالی، از طریق کانال‌های تهویه به برج جنوبی نفوذ کرد. کسانی که در همان ارتفاع آتش‌سوزی در برج شمالی قرار داشتند، می‌توانستند گرمای شدیدی را که در طبقاتشان ساطع می‌شد، احساس کنند. پوشش رسانه‌ای، تماس‌های تلفنی و شفاهی به سرعت هر کسی را از جدیت آنچه در حال رخ دادن بود آگاه کرد. نیمی از آنها شخصاً معتقد بودند که زندگی آنها در خطر است.
به دلیل اتفاقی که برای برج شمالی افتاد، بسیاری از مردم برج جنوبی تصمیم به تخلیه به عنوان یک اقدام احتیاطی گرفتند. با این حال، مانع اصلی این روند این بود که برای ۱۷ دقیقه بین برخوردهای پرواز ۱۱ و پرواز ۱۷۵، هنوز مشخص نشده بود که یک حمله تروریستی در حال رخ دادن است. تصور اولیه بسیاری از افراد این بود که برخورد اول صرفاً یک تصادف بوده‌است، و حتی کسانی که گمان می‌کردند این یک حمله عمدی بر اساس پرواز آن بوده‌است، از این موضوع مطمئن نبودند. به همین دلیل، اداره بنادر در برج جنوبی تخلیه کامل ساختمان را آغاز نکرد، در عوض تصمیم گرفت از طریق سیستم آوابر داخل ساختمان برج جنوبی و نگهبانان امنیتی این خبر را منتشر کند که کارمندان در دفاتر خود بمانند. یک پیک برج جنوبی به خبرنگاران گفت که پس از اولین برخورد تصمیم به ترک گرفته‌است، و در حین خروج صدایی از دستگاه آوابر شنید که می‌گفت: «ساختمان امن است. امن‌ترین مکان داخل ساختمان است؛ آرام باشید و ساختمان را ترک نکنید.» افرادی که پیام را نادیده گرفتند، در لابی با برخی از مقالات اداره بنادر مواجه شدند و مقامات به آن‌ها گفتند که به طبقات مربوطه خود بازگردند. در یک مکالمه رادیویی که در عرض سه دقیقه پس از اولین برخورد ضبط شد، مدیر برج جنوبی به همتای خود در برج شمالی گفت که تا زمانی که "رئیس سازمان آتش نشانی یا هر کسی" به‌طور کامل اعلام نکرده باشد، دستور تخلیه نخواهد داد. این کار به منظور جلوگیری از ازدحام بیش از حد در طبقات همکف و میدانی انجام شد که بیم آن می‌رفت عملیات تخلیه و نجات در برج شمالی را کند کند.
با وجود این اعلان‌ها، هزاران نفر به تخلیه برج جنوبی ادامه دادند. بیش از ۳۵۰۰ نفر بین طبقات ۷۷ تا ۱۱۰ در محل حضور داشتند که شامل حداقل ۱۱۰۰ نفر از کارکنان بیمه ای‌اوان (طبقات ۹۲ و ۹۸ تا ۱۰۵) و بیش از ۷۰۰ نفر از کارمندان فیدوشیری تراست (طبقات ۹۰ و ۹۴ تا ۹۷) بودند. هر دو شرکت دفاتری درست روبه‌روی منطقه برخورد در برج شمالی داشتند و مدیران اجرایی که برای این دو شرکت کار می‌کردند، بلافاصله پس از اولین برخورد، دستور تخلیه دفاتر خود را صادر کردند و به بیش از ۸۰ درصد از کارمندان خود اجازه دادند تا قبل از برخورد برج جنوبی به سلامت به پایین برسند. دفاتر بانک فوجی (طبقات ۸۲–۷۹)، یورو بروکرز (طبقه ۸۴) و سی اس سی (طبقه ۸۷) نیز تخلیه شدند که مورد آخر از تحمل تلفات جانی این شرکت در برج جنوبی جلوگیری کرد. مدیرانی مانند اریک آیزنبرگ که شخصاً تصمیم به تخلیه دفاتر ای‌اوان گرفته بودند، به کارمندان خود دستور دادند که از طریق پله‌ها تا اسکای‌لابی طبقه ۷۸ پایین بروند که از آن‌جا بتوانند سوار یک آسانسور سریع‌السیر شده و به سرعت خود را به طبقه همکف رسانده و به سلامت از ساختمان خارج شوند. در یک بازه ۱۷ دقیقه ای، بین ساعت ۰۸:۴۶ صبح تا ۰۹:۰۳ صبح، حدود ۲۹۰۰ نفر از طبقه ۷۷ برج جنوبی پایین آمده بودند، در حالی که بین ۵۹۹ تا ۶۹۰ نفر این کار را نکردند.
تا ساعت ۰۸:۵۷ صبح، مقاماتی که برای سازمان آتش‌نشانی نیویورک و پلیس نیویورک کار می‌کردند اظهار داشتند که فاجعه جاری در برج شمالی کل مجموعه مرکز تجارت جهانی را ناایمن کرده و درخواست تخلیه برج جنوبی را کردند، توصیه ای که اجرای آن شش دقیقه دیگر طول کشید. تا ساعت ۰۹:۰۲ صبح، اعلامیه ای در ساختمان پخش شد که به کارمندان برج جنوبی این امکان را می‌داد که آنجا را ترک کنند. شان رونی، قربانی که برای شرکت ای‌اوان در طبقه ۹۸ کار می‌کرد، چند ثانیه قبل از برخورد در حال صحبت با همسرش از طریق تلفن بود و اجازه می‌داد برخی از اعلان‌ها در پس زمینه شنیده شوند: «لطفا به من توجه کنید، این پیام تکرار می‌شود: اتفاقی در ساختمان ۱ رخ داده‌است. اگر شرایط در طبقه شما فراهم است، ممکن است بخواهید که به صورت منظم، تخلیه را آغاز کنید»

### پنتاگون

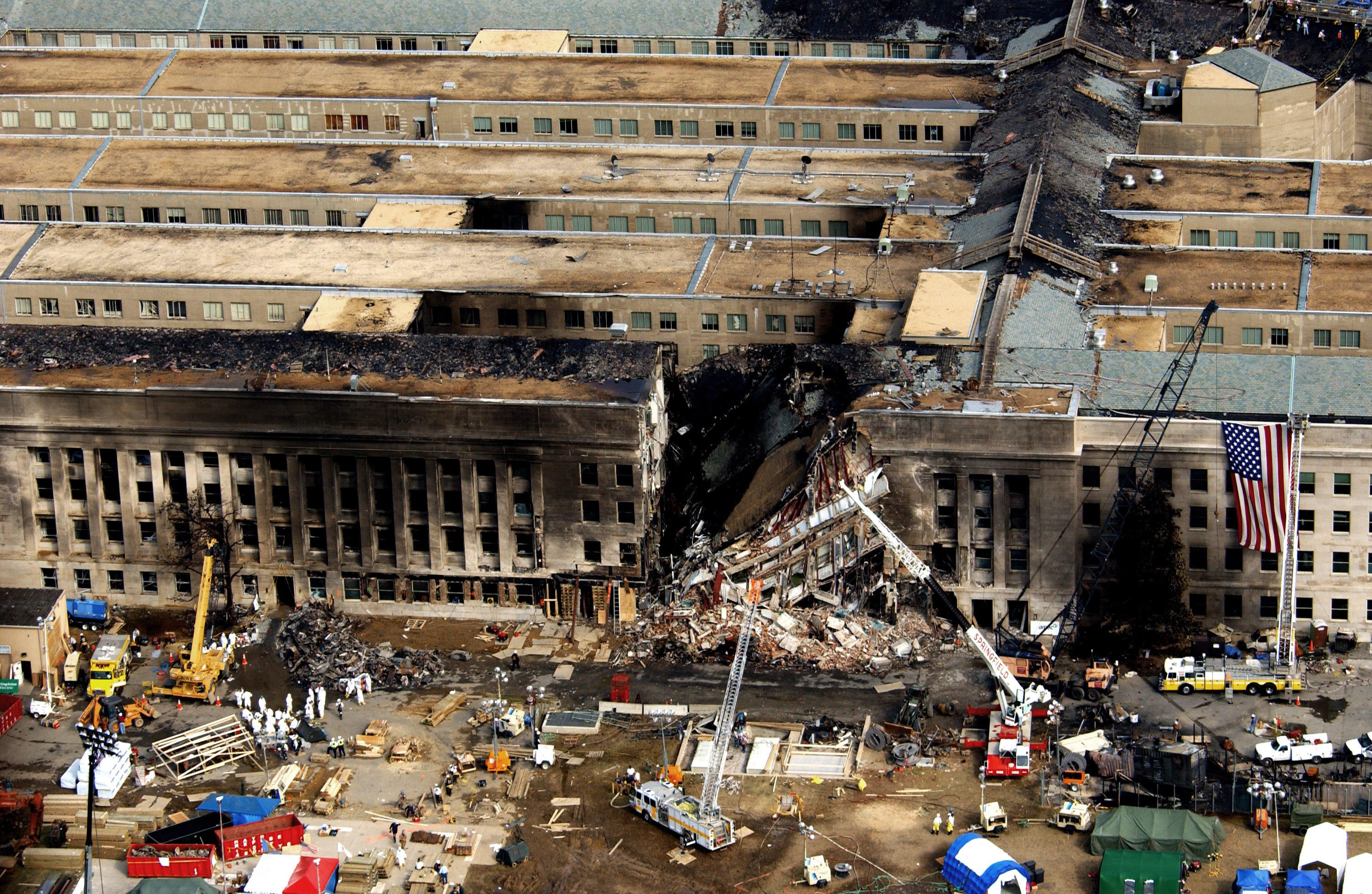
تصویر هوایی از پنتاگون

از آنجا که پنتاگون پس از مرکز تجارت جهانی مورد حمله قرار گرفت، بسیاری از کسانی که در آنجا کار می‌کردند فکر نمی‌کردند که این حمله از نیویورک فراتر برود. یک متخصص روابط رسانه ای که در آن زمان در این ساختمان کار می‌کرد، سال‌ها بعد گفت که در هنگام حمله، به یکی از همکارانش گفته بود: «اینجا امن‌ترین جای دنیا در حال حاضر است.»  یک نفر دیگر در تماس تلفنی با همسرش بود که هواپیما با پنتاگون برخورد کرد و گفت که احساس می‌کند که تمام ساختمان از روی پی و پایه‌هایش بلند شده‌است. او بعد از گفتن این جمله که «ما بمباران شده‌ایم، من باید بروم» گوشی را قطع کرد تا بلافاصله شروع به تخلیه کند. عدم اطمینان در مورد نوع حمله باعث شد که بسیاری در تخلیه با احتیاط عمل کنند و حداقل یک نگهبان امنیتی هشدار داد که تیراندازان بالقوه در کمین نشسته‌اند تا افرادی که در حال تخلیه هستند را به ضرب گلوله از پای درآورند.

### هتل مرکز تجارت جهانی

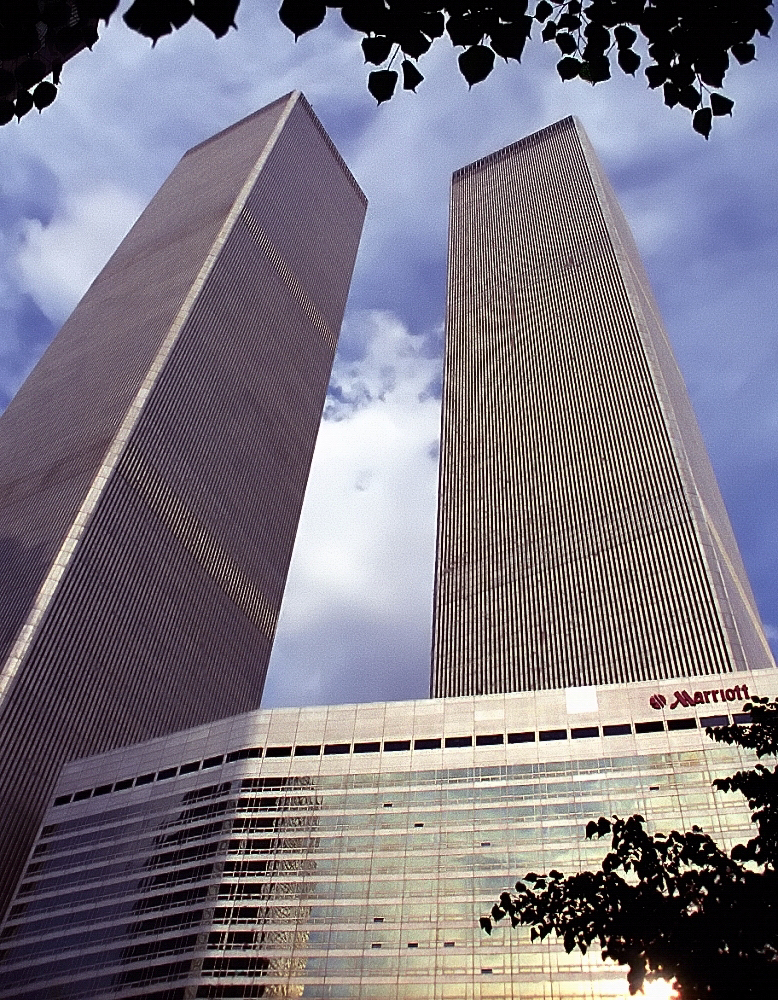
هتل ماریوت مرکز تجارت جهانی در ۱۵ مه ۲۰۰۱، سه ماه قبل از حملات

مرکز تجارت جهانی ۳ با نام‌های هتل مرکز تجارت جهانی، هتل ویستا و هتل ماریوت نیز شناخته می‌شد. در طول تخلیه دو برج بزرگتر، این هتل ۲۲ طبقه به عنوان مسیر تخلیه حدود ۱۰۰۰ نفری که از منطقه تخلیه شده بودند استفاده شد. مهمانان و دیگرانی که از طریق هتل تخلیه شده بودند توسط کارکنان هتل از طریق بار هتل به خیابان لیبرتی هدایت شدند. یک مأمور پلیس در آن‌جا مستقر بود که در هتل به سمت خیابان لیبرتی را باز نگه داشته بود و به دلیل نگرانی در مورد ریزش آوار یا اجساد، مرتباً صف افراد درحال تخلیه را متوقف می‌کرد. یک امدادگر که در فرایند تخلیه کمک می‌کرد، به یاد داشت که هوا به قدری گرم و غلیظ بود که در تنفس و دید مشکل داشت، اما می‌توانست هشدارهای آتش‌نشانان را بشنود که به زمین افتاده بودند و به کمک نیاز داشتند.
اکثر ۹۴۰ مهمان ثبت نام شده در هتل پس از به صدا درآمدن آژیر به دلیل فرود یکی از ارابه‌های فرود هواپیما در طبقه بالای استخر، شروع به تخلیه کردند. برخی فوراً این کار را نکردند، حداقل یکی از میهمانان بازگو کرد که با برخورد اولین هواپیما به برج شمالی از خواب بیدار شد و به رختخواب بازگشت و تنها با برخورد هواپیما به برج جنوبی از خواب بیدار شد. او سپس اخبار را تماشا کرد و بعد از تماشای فروریختن برج جنوبی، دوش گرفت، لباس پوشید و وسایلش را جمع کرد و بعد از آن تخلیه شد. این تأخیر تا حدی به این دلیل بود که بسیاری از مهمانان قادر به دیدن آسیب‌های وارد شده به برج شمالی از هر نقطه دید در محوطه هتل ماریوت نبودند.

### مناطق اطراف

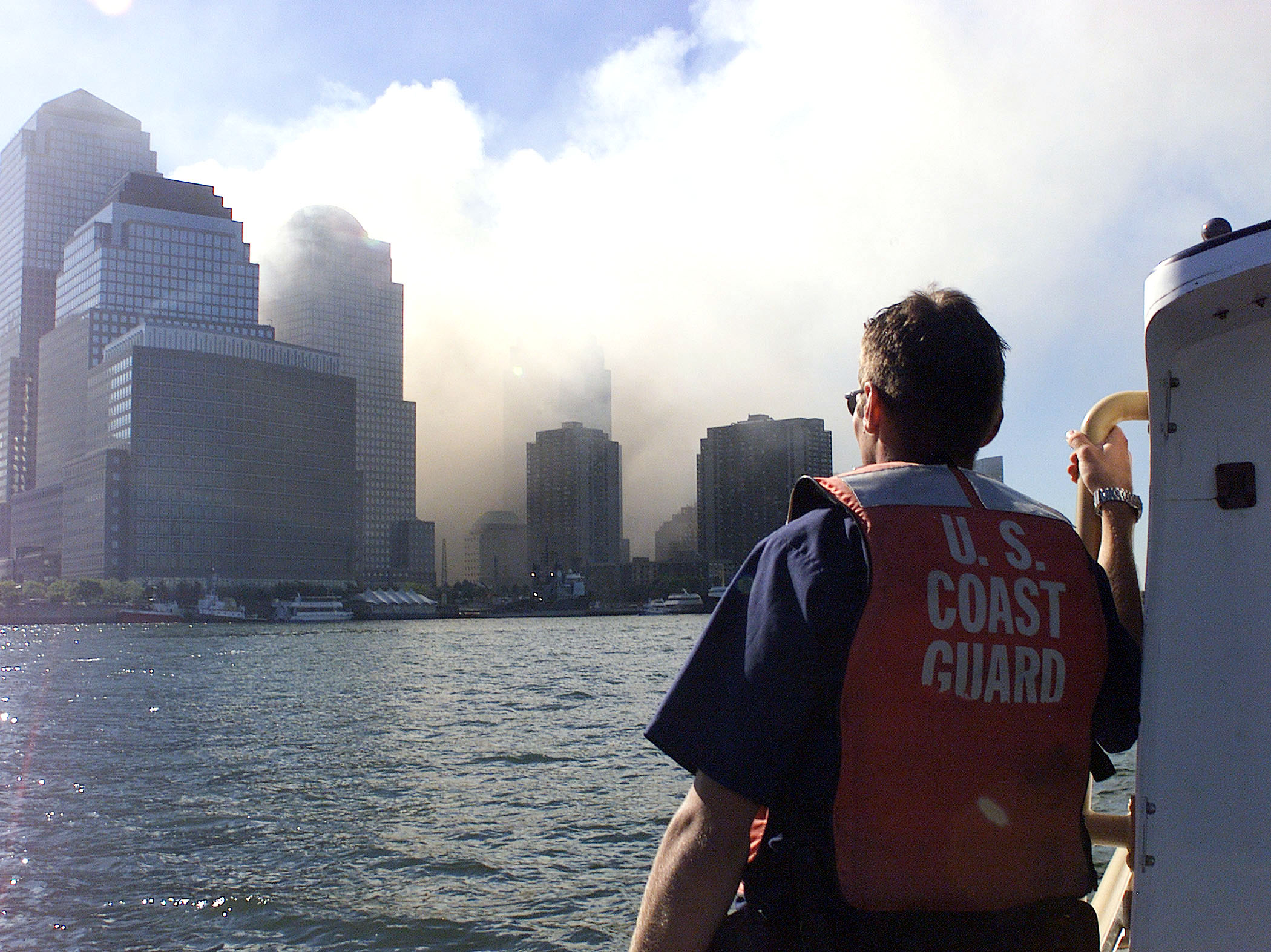
گارد ساحلی در حال گشت‌زنی در بندر نیویورک در ۱۱ سپتامبر ۲۰۰۱. محل سقوط برج‌های مرکز تجارت جهانی در تصویر مشخص است.

پس از اصابت هواپیماها به هر دو برج، حیطه دستور تخلیه برج شمالی به سرعت گسترش یافت و نه تنها کل مجموعه مرکز تجارت جهانی، بلکه بیشتر ساختمان‌های مرتفع در منهتن جنوبی و مناطق اطراف را نیز دربر گرفت. تخلیه کارکنان از برج‌های شمالی و جنوبی از کنار پلازا و از طریق محوطه میانی برج‌ها ادامه یافت. افراد تخلیه شده از برج شمالی از طریق مرکز خرید زیرزمینی هدایت شده و از آنجا از مجموعه مرکز تجارت جهانی به خیابان چرچ خارج شدند. افراد تخلیه شده از برج جنوبی برای جلوگیری از ازدحام به جای دیگری هدایت شدند. آنها از طریق پل عابر سرپوشیده بر روی خیابان غربی به مرکز مالی جهانی یا مرکز تجارت جهانی چهار فرستاده شده و به خیابان لیبرتی رفتند. همه تخلیه‌شدگان از مرکز تجارت جهانی نبودند، دانش‌آموزان دبیرستان استایوسنت، کالج محلی منهتن، گردشگران، ساکنان منطقه به همراه حیوانات خانگی خود و دیگران نیز در فرایند تخلیه مشارکت داشتند.
برای کاهش ازدحام در داخل شهر و خروج ساکنان و شهروندان، از قایق‌ها و کشتی‌ها برای تخلیه بیشتر منهتن جنوبی استفاده شد. برخی از قایق‌ها بخشی از گارد ساحلی بودند، برخی دیگر غیرنظامی، شرکتی یا دولتی بودند که به‌طور مستقل یا پس از درخواست مجوز گارد ساحلی ―که در ابتدا به کشتی‌ها دستور توقف داده بود اما بعدتر از تمام قایق‌ها و کشتی‌هایی که در نزدیکی محل بودند درخواست کمک کرد― عمل می‌کردند. یکی از خدمه کشتی‌های شرکت کننده بعداً درخواست ستوان مایکل دی از گارد ساحلی را بازگو کرد و گفت: «همه قایق‌های موجود… این گارد ساحلی ایالات متحده است… هر کسی که می‌خواهد به تخلیه منهتن جنوبی کمک کند به جزیره فرمانداران گزارش دهد.» در مجموع، تخلیه آبی منهتن جنوبی در طول روز حدود ۵۰۰ هزار نفر را جابجا کرد.

### افراد ناتوان
در روز حملات تعدادی از افراد ناتوان در مرکز تجارت جهانی وجود داشتند، و پس از حمله ۱۹۹۳ یک طرح تخلیه تجدیدنظر شده برای این افراد شکل گرفته بود، زیرا پس از آن حمله، به بسیاری از افراد ناتوان گفته شده بود که منتظر امدادگران باشند و برخی تا ۹ ساعت منتظر بودند. برخی مانند جان آبروزو، یک فرد دچار فلج چهاراندام، و تینا هانسن توانستند تخلیه شوند، زیرا آبروزو توسط همکارانش از طبقه ۶۹ به پایین روی یک صندلی تخلیه حمل می‌شد و بعدها گفت که حدود نود دقیقه طول کشید تا آن‌ها به سطح زمین برسند. این صندلی‌ها تعدادی از حدود ۱۲۵ صندلی بودند که پس از بمب‌گذاری ۱۹۹۳ خریداری شدند، با این حال سطوح مختلفی از آموزش و ارتباطات در مورد آنها وجود داشت و همه در مورد وجود این صندلی‌ها یا نحوه استفاده از آن‌ها اطلاعات کافی نداشتند. افراد دیگری مانند مایکل هینگسون که نابینا به دنیا آمده بود توانستند با کمک سگ راهنمایش، روزل، از طبقه ۷۸ برج شمالی خارج شوند.

## بازماندگان

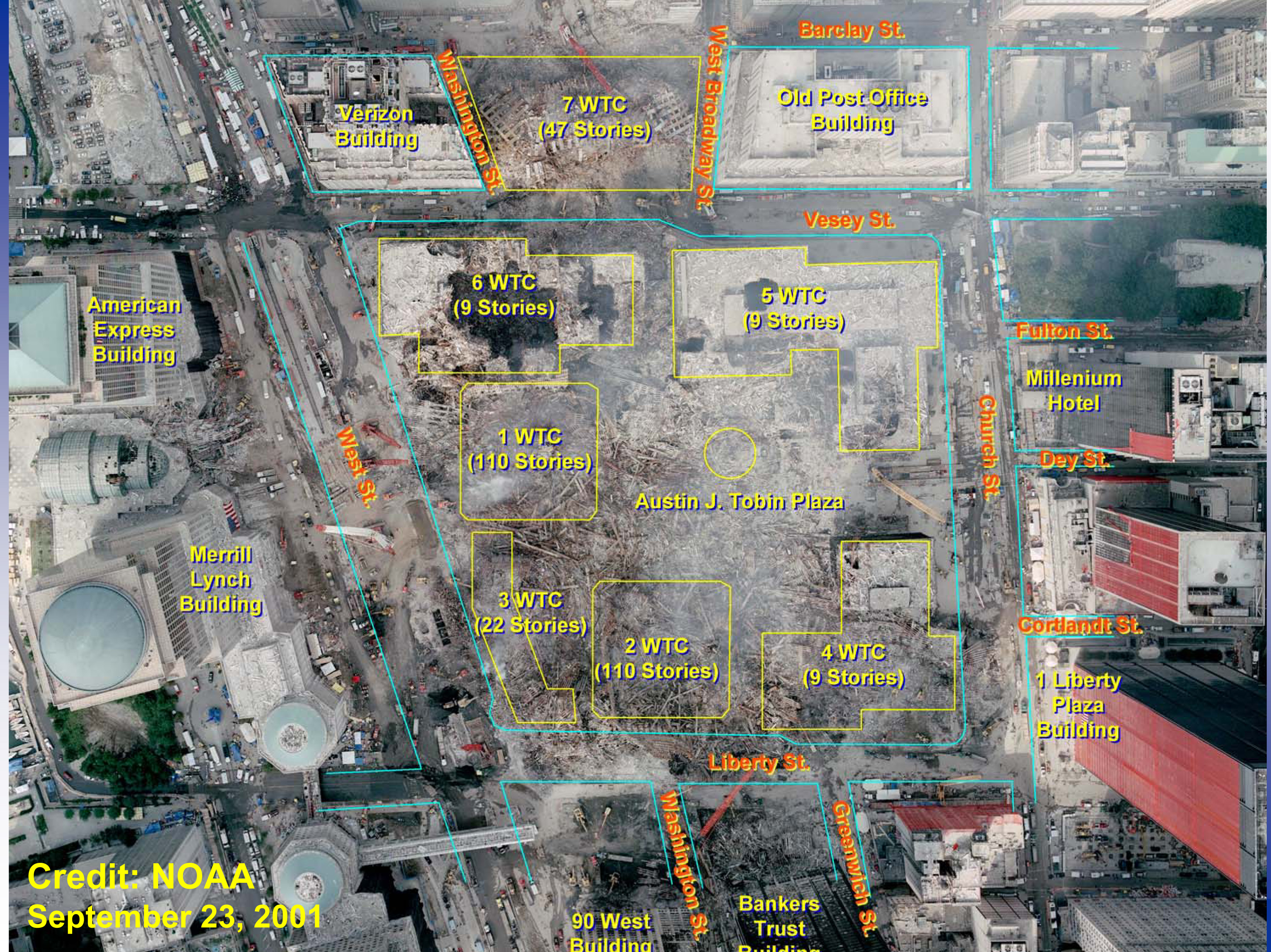
موقعیت مرکز تجارت جهانی به همراه توضیحات و موقعیت دقیق ساختمان‌ها پیش از ریزش

هیچ‌کس در داخل، بالا یا بلافاصله زیر منطقه برخورد برج شمالی جان سالم به در نبرد.  بالاترین بازماندگان از طبقه ۹۱ بودند. حدود ۱۵ نفر در زیر طبقه ۲۲ از سقوط مرکز شماره یک تجارت جهانی جان سالم به در بردند و بعداً از زیر آوار فرار کردند یا از زیر آوار نجات یافتند.
تنها ۱۴ نفر پس از برخورد پرواز شماره ۱۷۵ یونایتد ایرلاینز در ساعت ۹:۰۳ صبح، از نقطه برخورد به برج جنوبی (طبقات ۷۷ تا ۸۵) فرار کردند، در حالی که چهار نفر دیگر از طبقات بالای آن فرار کردند.. افراد با استفاده از پلکان A، تنها پلکانی که پس از برخورد هواپیماها سالم مانده بود، در گوشه شمال غربی از نقطه برخورد برج جنوبی فرار کردند.. محققان بر این باورند که پلکان A تا زمانی که برج جنوبی در ساعت ۹:۵۹ صبح فرو ریخت، قابل عبور باقی ماند. به دلیل مشکلات ارتباطی بین اپراتورهای تلفن خدمات اضطراری و نیروهای سازمان آتش‌نشانی نیویورک سیتی و اداره پلیس نیویورک سیتی، اکثر آنها از قابل عبور بودن پلکان A بی اطلاع بودند و به بازماندگان دستور دادند تا منتظر کمک پرسنل امداد باشند. علیرغم تعداد نسبتاً کم بازماندگان از نقطه برخورد و بالاتر، کمیسیون ۱۱ سپتامبر احتمال وجود افراد دیگری را مطرح کرد که ممکن است از نقطه برخورد پایین آمده اما تا قبل از فروریختن برج و کشته شدن همه افراد، نتوانستند خودشان را کامل به پایین برج برسانند.

## پس از فروریختن برج‌ها

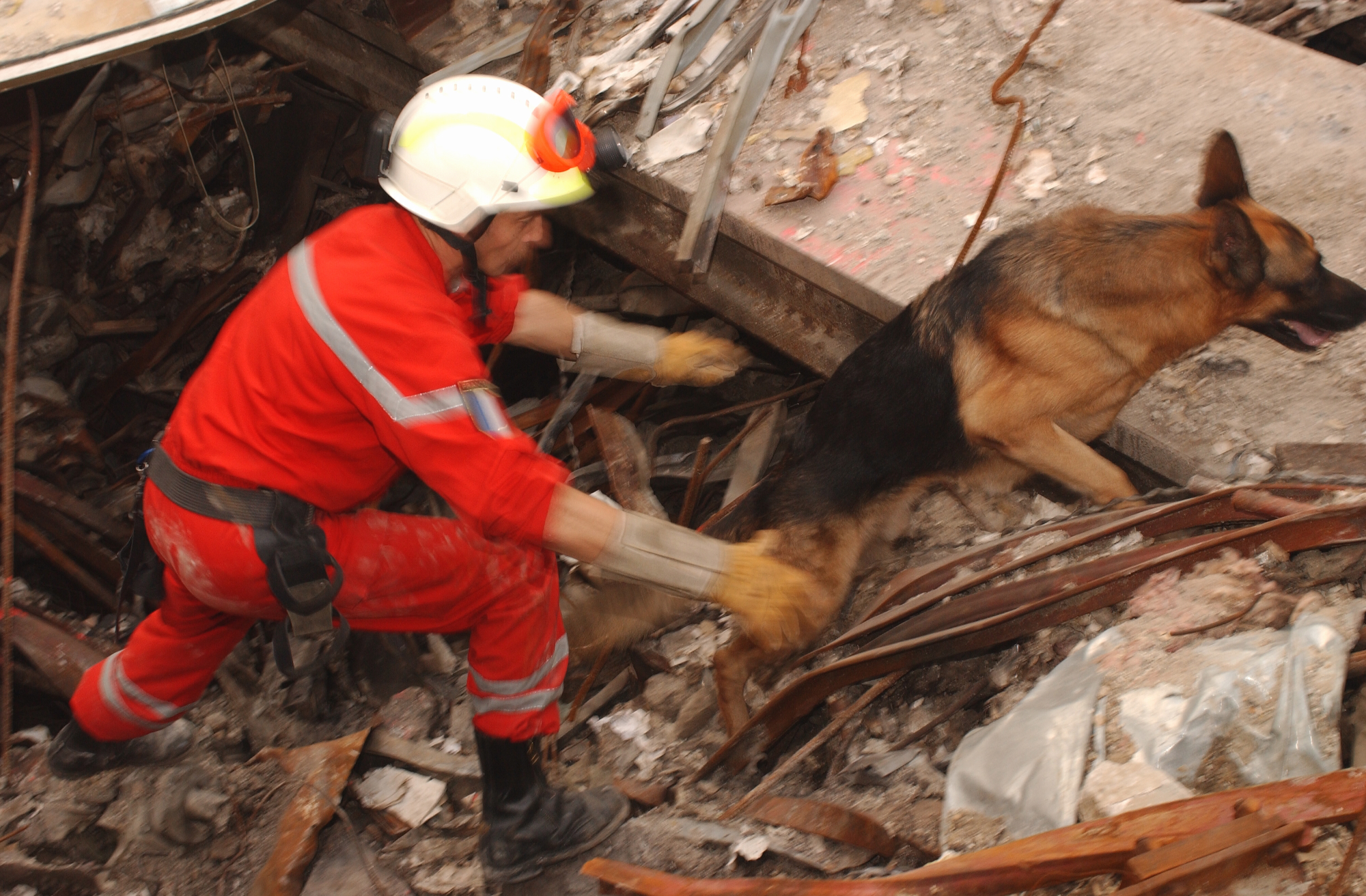
یک سگ ژرمن شپرد گروه امداد و نجات شهری در حال یافتن قربانیان در محل مرکز تجارت جهانی

پس از فروریختن برج‌ها، تنها ۲۰ نفر در داخل یا زیر برج‌ها از آوار نجات یافتند، از جمله ۱۲ آتش‌نشان و سه افسر پلیس اداره بنادر. تنها ۱۶ نفر که در داخل برج شمالی بودند جان سالم به در برده و نجات یافتند؛ همه آنها سعی داشتند از طریق پلکان B واقع در مرکز ساختمان تخلیه شوند. چهار نفر که در محوطه بین برج‌های دوقلو بودند زنده ماندند یا خود را نجات دادند یا نجات یافتند. هیچ‌کس که در زمان فروریختن برج جنوبی در آن بود زنده نماند. آخرین بازمانده خارج شده از آوارهای فروریختن مرکز تجارت جهانی در خرابه‌های برج شمالی ۲۷ ساعت پس از فروریختن آن پیدا شد.
تعداد نامعلومی از افراد دیگر از سقوط اولیه جان سالم به در بردند، اما در حفره‌هایی که هوا در آن جریان داشت، در زیر آوار دفن شدند و نتوانستند به موقع نجات پیدا کنند. برخی از آن ها توانستند با بالا رفتن از زیر آوار یا کندن و گوش دادن به صداها خود و دیگران را از زیر آوار نجات دهند تا با خیال راحت قربانیان را از زیر آوار خارج کنند.